# 麗々亭柳橋 (3代目)
三代目麗々亭 柳橋（れいれいてい りゅうきょう、1826年4月30日（文政9年3月24日） - 1894年6月8日）は、落語家である。本名∶斉藤　文吉。柳派に所属。実の長男は落語家四代目麗々亭柳橋、次男は講談師二代目桃川如燕、三男は落語家五代目麗々亭柳橋という芸人一家。

## 経歴
16歳で初代瀧川鯉かんに入門しは瀧川鯉之助その後、二代目麗々亭柳橋の門で昔々亭桃流、さらに二ツ目で初代麗々亭鯉橋を経て1851年三代目麗々亭柳橋襲名。
1875年初代三遊亭圓朝、六代目桂文治などと共に「落語睦連」を結成し頭取に就任。
1878年6月に柳橋の名を長男に譲り自身を柳叟としさらに晩年の1883年には高座に上がらず初代春錦亭柳桜と改名し隠居生活に入り、弟子に稽古をつけた。

## 芸風
人情噺（「白子屋政談」）や音曲噺を得意とした。
河竹黙阿弥の名作「梅雨小袖昔八丈（髪結新三）」の原作「仇娘好八丈」の作者。

## 弟子
- 初代蝶花楼馬楽
- 2代目滝川鯉かん
- 春風亭菊枝
- 2代目蝶花楼馬楽
- 麗々亭錦朝
- 7代目入船亭扇橋
- 鶯春亭梅朝
- 春風亭柳花（入船米蔵の兄）
- 4代目麗々亭柳橋（長男）
- 8代目入船亭扇橋
- 5代目麗々亭柳橋（三男）
- 入船米蔵（春風亭柳花の弟）
- 3代目三遊亭新朝ら。